# Habronattus mexicanus
Habronattus mexicanus är en spindelart som först beskrevs av George William Peckham och Elizabeth Maria Gifford Peckham 1896.  Habronattus mexicanus ingår i släktet Habronattus och familjen hoppspindlar. Inga underarter finns listade i Catalogue of Life.